# 憤怒的倫理學
《憤怒的倫理學》（韓語：분노의 윤리학），是一部2013年上映的韓國電影。為新銳導演朴明朗首次執導的劇情長片，以一名女研究生的死亡為中心，讓五個各懷鬼胎的男女流露出自私冷酷的一面，揭露並鞭笞人性的犀利作品。

## 演員陣容
- 李帝勳：金正勳

竊聽者，單戀珍兒的鄰居警察。
- 趙震雄：朴明錄

借錢給珍兒的高利貸業主
- 郭度沅：金秀澤

與珍兒有婚外情的教授
- 金太勳：韓賢秀

珍兒前男友
- 文素利：金善華

秀澤的妻子
- 高聖熙：金珍兒

女研究生
- 朴秉恩：李志勳

攝影師
- 韓成勇：民太，朴明錄的司機
- 李恩宇：恩英
- 李承俊：檢察搜查官
- 金基天：珍兒居住的社區警衛
- 金俊奎：韓賢秀的軍隊同期
- 崔光日：崔律師
- 李東河：林檢察官

## 外部連結
- 官方网站
- NAVER電影[]